# Hóquei em linha nos Jogos Pan-Americanos
O Hóquei em linha nos Jogos Pan-Americanos foi introduzido na edição disputada em Winnipeg-1999. O esporte permaneceu no programa para a edição seguinte, Santo Domingo-2003.
Após esta edição, e em razão de motivos desconhecidos, este esporte foi removido do programa pan-americano.

## Resultados

### Winnipeg-1999
Disputa realizada apenas na modalidade masculina.
- Ouro: Estados Unidos.
- Prata: Argentina.
- Bronze: Brasil.

### Santo Domingo-2003
Disputa realizada apenas na modalidade masculina.
- Ouro: Estados Unidos.
- Prata: Canadá.
- Bronze: Brasil.